# ماريل زاغونيس
ماريل لي زاغونيس (من مواليد 3 مارس 1985) مبارزة أمريكية، بطلة أوليمبية مرتين في المبارزة الفردية (2004 و 2008) وأول أمريكية تفوز بميدالية ذهبية في المبارزة الأولمبية. تم اختيارها لتكون حاملة العلم الولايات المتحدة في دورة الألعاب الأولمبية الصيفية 2012 لاستعراض الأمم. لديها أيضا اثنين من الميداليات البرونزية الأولمبية في أحداث الفريق (2008 و 2016) وهي أوليمبية أربع مرات (2004 و 2008 و 2012 و 2016).

## روابط خارجية
- ماريل زاغونيس على موقع الاتحاد الدولي للمبارزة (الإنجليزية)
- ماريل زاغونيس على موقع الاتحاد الأوروبي للمبارزة (الإنجليزية)
- ماريل زاغونيس على موقع اللجنة الأولمبية الدولية (الإنجليزية)
- ماريل زاغونيس على موقع أوليمبيديا (الإنجليزية)
- ماريل زاغونيس على موقع اللجنة الأولمبية والبارالمبية الأمريكية (الإنجليزية)